# Norbert Widok
Norbert Jan Widok (ur. 10 czerwca 1959 w Krowiarkach) – polski duchowny katolicki, prof. dr hab. nauk teologicznych, mgr filologii klasycznej (KUL Jana Pawła II).
Maturę zdał w Liceum im. Jana Kasprowicza w Raciborzu. Studia filozoficzno-teologiczne odbył w Wyższym Seminarium Duchownym w Nysie w 1984 otrzymując święcenia kapłańskie z rąk biskupa Alfonsa Nossola. Specjalizuje się w patrologii. Został zatrudniony w Katedrze Historii Kościoła i Patrologii Wydziału Teologicznego Uniwersytetu Opolskiego.

## Publikacje
- Veritatem desiderat anima. Studia patrystyczne z okazji 110. rocznicy urodzin Bertholda Altanera (1885–1964) (1995),
- Phisis w pismach Grzegorza z Nazjanzu. Studium z teologii patrystycznej (2001),
- Czasy Jana Chryzostoma i jego pasterska pedagogia (2008).
- Grzegorz z Nazjanzu, Kraków : Wydawnictwo WAM, 2006.